# Tim Treude
Tim Treude (* 28. Januar 1990 in Wingeshausen) ist ein deutscher Fußballspieler. Er wird im Mittelfeld eingesetzt.

## Karriere
In der Jugend spielte Treude für die Sportfreunde Birkelbach und den TSV Aue-Wingeshausen, dem mitgliederstärksten Verein seines Heimatdorfes Wingeshausen, Ortsteil der Stadt Bad Berleburg, ehe er als 13-Jähriger zu Borussia Dortmund wechselte. Dort spielte er von der C- bis zur A-Jugend in Dortmunder Nachwuchsmannschaften, bis er zur Saison 2009/10 in die zweite Seniorenmannschaft wechselte. Sein Profidebüt in der 3. Liga gab Treude am 12. Dezember 2009 beim 3:0-Heimsieg des BVB II gegen Wacker Burghausen, als er für Marcus Piossek eingewechselt wurde.
Da sein im Juli 2014 auslaufender Vertrag nicht verlängert wurde, unterschrieb er am 25. August einen Vertrag beim Viertligisten Rot-Weiss Essen. Zum Saisonbeginn 2015/16 wechselte Tim dann zum Regionalliga-Aufsteiger TuS Erndtebrück. Mit dem Verein stieg er in die Oberliga ab und ein Jahr später als Meister wieder auf. 
2018 wechselte er zum Westfalenliga-Aufsteiger RSV Meinerzhagen.